# Літні Олімпійські ігри 1896
Літні Олімпійські ігри 1896 або I Олімпійські ігри — міжнародне спортивне змагання, яке проходило під егідою Міжнародного олімпійського комітету у місті Афіни, Грецьке королівство, з 6 по 15 квітня 1896 року. Це перші змагання із серії нових Олімпійських ігор.
Оскільки Олімпійські змагання зародилися в Стародавній Греції, столиця Греції Афіни вважалися найкращим місцем для проведення перших ігор сучасності, і на конгресі, організованому П'єром де Кубертеном в Парижі у 1894 році, їх одностайно вибрали господарем. На тому ж конгресі було засновано Міжнародний олімпійський комітет, першим очільником якого став грецький письменник Деметріос Вікелас.

## Турнір
Попри перешкоди й тимчасові невдачі, Олімпіада 1896 року пройшла з великим успіхом. Ще ніколи спортивні змагання не збирали такий великий міжнародний склад учасників. У змаганнях взяли участь 241 спортсмен з 14 країн. Вони виборювали 43 комплекти нагород у 9 видах спорту. Стадіон Панатінаїкос, перший великий сучасний стадіон, переповнювали глядачі, які ще ніколи не збиралися в такій кількості на спортивну подію. Найбільшою окрасою ігор для греків стала перемога в марафоні їхнього земляка Спиридона Луїса. Найуспішнішим олімпійцем став німецький борець і гімнаст Карл Шуман, який виграв чотири золоті медалі. А першим олімпійським чемпіоном сучасної ери став американець Джеймс Конноллі, який виграв потрійний стрибок.
Після ігор кілька визначних осіб, серед яких був король Греції Георг I, звернулися до Кубертена та МОК із закликом проводити в Афінах усі ігри, однак наступна Олімпіада вже була запланована в Парижі, тож Олімпійські ігри повернулися в Грецію лише через 108 років — у 2004.

## Учасники
- Австралія
- Австрія
- Болгарія
- Велика Британія
- Греція
- Данія
- Італія
- Німеччина
- США
- Угорщина
- Франція
- Чилі
- Швейцарія
- Швеція

## Українці на Олімпіаді 1896
Український спортивний діяч часів Російської імперії Олексій Бутовський був одним із засновників та членів Міжнародного Олімпійського Комітету. З 1888 він став членом комісії при Міністерстві освіти для розробки питання про викладання військової гімнастики в цивільних навчальних закладах. Він стояв біля джерел сучасних Олімпійських ігор, сучасного олімпійського руху, був першим членом МОК від Російської Імперії (1894—1900), активним учасником Першої олімпіади в Афінах.
На I Олімпіаді було можлива участь не лише від країн, але й індивідуальна участь. Виходець з України Микола Ріттер у березні 1896 року їде до Греції й подає заявку до секретаріату Олімпіади на участь у змаганнях з греко-романської (римської) боротьби, стрільби з карабіна і фехтування на рапірах. Він брав участь у відбіркових змаганнях, проте пізніше знявся зі змагань.
Також відомо, що кілька одеських спортсменів вирушили на Олімпіаду до Греції, але грошей у них вистачило лише до Константинополя, після чого вони повернулися додому.

## Підсумки
| Місце  | Країна          | Золото | Срібло | Бронза | Загалом |
| ------ | --------------- | ------ | ------ | ------ | ------- |
| 1      | США             | 11     | 7      | 2      | 20      |
| 2      | Греція          | 10     | 18     | 19     | 47      |
| 3      | Німеччина       | 6      | 5      | 2      | 13      |
| 4      | Франція         | 5      | 4      | 2      | 11      |
| 5      | Велика Британія | 2      | 3      | 2      | 7       |
| 6      | Угорщина        | 2      | 1      | 3      | 6       |
| 7      | Австрія         | 2      | 1      | 2      | 5       |
| 8      | Австралія       | 2      | 0      | 0      | 2       |
| 9      | Данія           | 1      | 2      | 3      | 6       |
| 10     | Швейцарія       | 1      | 2      | 0      | 3       |
| 11     | Змішана команда | 1      | 1      | 1      | 3       |
| Всього | Всього          | 43     | 43     | 36     | 122     |